# Fahndung oder die Reise zu sich selbst
Fahndung oder Die Reise zu sich selbst ist der Titel eines 1979 veröffentlichten Künstlerromans von Thomas Valentin. Der Frankfurter Journalist Landolt erzählt die Geschichte seiner Selbstfindung durch die mosaikartige Recherche der Biographie des mit ihm seelenverwandten Schriftstellers Ernst Legan. Es handelt sich bei dieser Ausgabe um eine Neubearbeitung durch den Autor für die Taschenbuchausgabe des 1962 erschienenen Werkes Die Fahndung.

## Inhalt

### Testament
Der Journalist Dr. Landolt wohnt mit seiner Frau Ruth in einem genormten Wohnblock in der Frankfurter Stadtwaldsiedlung. Er führt ein bürgerliches Leben, ist bei der Frankfurter Zeitung „Kurier“ angestellt und schreibt neben seiner Arbeit in der Redaktion eine Reportagen-Serie „Porträts am Straßeneck“. Um dafür Material zu sammeln, besucht er meist freitagabends die nahe seiner Wohnung gelegene „Baukantine“ mit ihrem „unbürgerlichen“ Publikum, verwickelt Gäste in Gespräche und animiert sie, ihm von ihrem Leben „in den Hinterhöfen der Existenz“ zu erzählen. Damit die Abendschoppen nicht in Besäufnis ausarten, ruft ihn seine seit drei Jahren das Eheleben organisierende Frau jeweils gegen elf Uhr an, um seinen Abschied zu rechtfertigen.
Eines Abends Ende November (Kap. 1) lernt er in der „Baukantine“ den etwa gleichaltrigen Schriftsteller Ernst Legan kennen und sie entdecken, dass ihre beiden mit dem gleichen Kürzel E.L. unterzeichnen Zeitungsartikel in derselben Kurier-Ausgabe abgedruckt sind. Danach hört er nichts mehr von seiner Zufallsbekanntschaft, bis Legan ihm Anfang Februar in einem Brief mitteilt, er sei auf eine Reise gegangen, und ihn überraschend bittet, sein Atelier im Osten der Stadt zu beaufsichtigen und dort, gewissermaßen als sein Nachlassverwalter, seinen Freunden und Freundinnen an zu vereinbarenden Tagen ihre Briefe und Erinnerungsstücke zurückzugeben. Die Besucher würden ihm bestimmt das eine oder andere Stück ihrer und seiner Geschichte erzählen und er könnte einiges vielleicht für seine Porträt-Serie verwenden.
Wegen dieser verlockenden Aussicht lässt sich Landolt auf die abenteuerliche Prozedur ein, setzt durch die Informationen der Gäste ein Mosaikbild des Schriftstellers zusammen und entdeckt zunehmend Ähnlichkeiten mit ihm: „Legan ist ein Mann meines Schlages und meiner Generation. Deshalb ergreift mich sein Leben.“ Die Parallelen führen ihn zum Bewusstsein seiner beruflichen und persönlichen Krisensituation (Kap. 7) und auf den Weg der Selbstfindung. In diesem ca. viermonatigen Prozess taucht er immer mehr in das Leben seines Doppelgängers ein, besucht dessen Kindheitsorte, wird Stammgast in dessen Kneipe und zieht schließlich in dessen Atelier ein, um seine Artikel neu zu profilieren.

### Biographie
Im Lauf von 4 Monaten gewinnt Landolt durch die Episodenberichte der Gäste ein Bild von der Biographie des Schriftstellers:
- Der 1922 im fiktiven Konradstein an der Lahn geborene Ernst Legan wächst in kleinbürgerlichen und von der Mutter pietistisch geprägten Verhältnissen auf. Für die Bildungsbedürfnisse des Sohnes hat man wenig Verständnis, Lesen wird mit Faulenzen gleichgesetzt. Als Ernst 12 Jahre alt ist, trennen sich die Eltern. Zwei Jahre später heiratet die Mutter erneut. Der Sohn zieht sich für seine Lektüre in eine Höhle zurück, lehnt sich gegen die Berufsvorstellungen der Eltern auf und setzt durch, das Abitur zu machen und anschließend in Gießen Literaturwissenschaft zu studieren.
- 1942 muss Legan das Studium unterbrechen, wird wegen seiner schwachen Gesundheit vom Kriegsdienst freigestellt, im „Wehrausgleichsdient“ zum Luftschutzlehrer ausgebildet und anschließend 1943 in dieser Tätigkeit in Frankreich eingesetzt.
- In dieser Zeit beginnt seine „Suchwanderung“ und, damit verbunden, seine berufliche und private Instabilität. Er hat viele kurze Affären, versucht nach einer krankheitsbedingten Befreiung vom Militärdienst eine halbjährige Landarbeit auf einem Gut im Osten und kehrt dann zum Studium nach Gießen zurück. Nach seiner Ausbombardierung 1945 bereitet er im fiktiven Wartrop in Nordrhein-Westfalen als Privatlehrer die Kinder einer Arztfamilie, u. a. die 18-jährige in ihn verliebte Naisa, fürs Abitur vor, arbeitet als Dolmetscher bei den englischen Besatzern, schreibt Artikel für Zeitungen, archaisch die Heimat und das einfache Leben idealisierende Gedichte, mit dem Tod der Helden endende Prosastücke und eine unvollendete „Kellerkomödie“.
- Auf den Rat eines Freundes macht er 1946 den Versuch, sein Studium in Heidelberg abzuschließen, bricht nach vier Wochen ab und arbeitet als Journalist.
- Ab 1947 ist er für 7 Jahre Lehrer an der Friedrich-Ludwig-Jahn-Schule.
- Von 1954 bis 1958 lebt Legan in München und verdient sein Geld als Werbetexter einer Elektrofirma. Während dieser Zeit hat er eine Dreiecks-Affäre mit der verheirateten Schauspielerin Susanne Merlau. Als er mit ihr eine feste Beziehung eingehen will, kommt es zum Ende und sie entscheidet sich für ihre Ehe und die beiden Kinder.
- 1958 übersiedelt Legan nach Frankfurt, mietet im Osten der Stadt ein Atelier und schreibt Erzählungen, eine Parodie auf petit Hameau der Marie Antoinette und Zeitungsartikel. Er finanziert sich durch Gelegenheitsarbeiten, als Nachtportier, Theaterarbeiter, Fensterputzer usw. und trinkt abends in Theos Kneipe zusammen mit den anderen Gästen und dem mit ihm befreundeten Wirt. Im letzten halben Jahr vor seinem Untertauchen hat er eine Beziehung mit der 19-jährigen Wera Mittwurzer, der Enkelin eines Zoohändlers, die ihr Kapuzineräffchen Bip in seiner Wohnung versorgt.

### Porträt
Die Erzählungen der, im Gegensatz zu Legan, im Leben erfolgreichen Zeitzeugen ergeben ein uneinheitliches Bild vom unkonventionellen, extrem individualistischen Protagonisten und von den Motiven seines Verschwindens:
- Lehrerkollege Trier, jetzt Rektor der Schule, bezeichnet ihn als Egozentriker, der einfache Dinge kompliziert macht, und als prinzipiellen Außenseiter im Lehrerkollegium (Kap. 3).
- Naisa, früher Arzttochter, jetzt Arztfrau, erzählt von einem Suizidversuch ihres ehemaligen Privatlehrers, und ihr Mann, der Arzt Ternieden, hält ihn für selbstmordgefährdet (Kap. 4).
- Nach der Analyse seines Wehrmacht-Freundes Haffner, Philosophieprofessor in Heidelberg, der sich regelmäßig mit Legan traf, z. B. in Heidelberg, Straßburg, Basel, Bodensee oder Turin, zerfällt Legans Leben ins Anekdotische: Er bricht sein Studium ab, weil er keinen Sinn im dreihundertachten Buch über „Mörikes Obstipation auf seine Onomatopöie“ sieht.[4] Er kritisiert künstlerisch konstruierte Schreibstile wie die ironischen Brechungen Manns in emotionalen Szenen im Zauberberg als „snobistisch“, proklamiert den „Mut zum direkten Gefühl“ als „Stil, der Welt zu begegnen“[5] und sucht authentische Wirklichkeitsbeschreibungen. Er berauscht sich am bloßen, sinnlichen Dasein, lebt im Widerspruch mit sich, im jeweiligen Moment, in Impressionen. Er hat keinen festen Charakter, lebt nur in Stimmungen.[6] Er ist ein „Vergangenheitsmensch“ und deshalb in ständiger Spannung zum „Gegenwartsmenschen“ Susanne Merlau (Kap. 5).
- Ähnlich charakterisiert Susanne den ehemaligen Liebhaber (Kap. 2). Im Gegensatz zu ihrem Mann Merlau habe Legan bei ihrer ersten Begegnung auf einer Party eloquent „in Bildern“ argumentiert, „die schwer zu kontrollieren waren“. Ihr habe seine Eros-Weisheit „Liebe – und dann tue, was du willst“ die Sprache verschlagen und ihr den Boden unter den Füßen weggezogen.[7] Sie erlebt die damalige Dreiecksbeziehung noch einmal in einem symbolischen geheimnisvollen Traum, in dem Legan vor dem literarischen Seminar im „Haus Holte“ ein beeindruckendes Referat über die klassische Walpurgisnacht in Goethes Faust II. hält: „[D]ie Gegenwart ist unser Glück“ (Kap. 2).
- Lisa Goll, die Schwägerin seines Freundes Horst, berichtet von einem Einschnitt in Legans Leben, als dieser Information über die Massenmorde in den Konzentrationslagern erhält. Trotz seiner Distanz zu Religionen sei Legan pietistisch geprägt und gläubig. Ein weiteres Schlüsselerlebnis sei das Scheitern seiner Beziehung zu Susanne gewesen, das er literarisch in der Erzählung vom „Narren“ Scharoun im Schweizer Stürlikon verarbeitet habe (Kap. 6).
- Legans 8 Jahre jüngerer Bruder Peter erzählt Landolt die Kindheitsgeschichte Ernsts in Konradstein an der Lahn, im Westerwald und im Sauerland. Der Jurist bezeichnet den Bruder als Illusionisten und Individualisten. Er träume sich immer wieder in ein Idyll hinein, weg von den Rissen seiner Welt, dem Streit der Eltern, den Zerstörungen des Krieges, dem Ende der Beziehung mit Susanne. Er sei ein Deserteur: auf der Flucht vor der Verantwortung, vor der Ehe. Immer wenn sich eine Stabilität andeute, komme es zum Berufswechsel oder zum Ende einer Partnerschaft (Kap. 7).
- Legans Mutter, Landolts letzte Gesprächspartnerin auf seiner Reise zu den Kindheitsorten seines Doppelgängers, ist gottergeben davon überzeugt, dass ihr Sohn wieder einmal eine Reise unternimmt, sie weiß nicht wohin, und zurückkehren wird (Kap. 9).

### Selbstfindung
Durch Landolts Recherchen über Legans Leben wird ihm seine eigene Situation bewusst: Er fragt sich, ob seine Artikel nur Kolportage sind. Legan würde sagen „Nur Realismus, keine Wirklichkeit“. Landolt hat zwar den schriftstellerischen Hochmut hinter sich gelassen, der nicht weiß, dass eine Putzfrau genauso Freude und Trauer empfindet wie eine Intellektuelle, er „hat[-] aber auch die Romantik des Banalen überwunden, die in jeder Armut ein Evangelium, im ordinären Laster ein Abenteuer und im Stumpfsinn elementarer Weisheit sieht“. Erst allmählich bemerkt er die zunehmende Schablonenhaftigkeit seiner Reportagen. Sein Anspruch, reale Situationen zu beschreiben werde eingeschränkt durch seine Schreibstrategien und -Schnittmuster: die Milieu-, Herkunft-, Geist der Zeit, Psychologie-Kulissen. Jetzt sieht er ein, dass auch einfaches Schreiben der Gefahr der Stilisierung unterliegt. Ruth hat ihn gewarnt: „Du wirst nicht mehr fertig damit, Du suchst hinter allem noch etwas anderes.“
Zugleich sieht Landolt, dass auch sein Privatleben mit Ruth schablonenhaft zugeschnitten ist und dass in den neun Jahren ihre Beziehung an Spontaneität und Liebe verloren hat (Kap. 7). So beschließt er, nicht mit ihr in den geplanten Urlaub zu fahren, sondern seinen Platz in der Redaktion zu räumen, in Legans Atelier zu ziehen, dessen Unterlagen zu studieren und mit seinem Schreiben neu zu beginnen. Wie Legan sucht er den Kontakt mit dem Frankfurterisch sprechenden Milieu: den Nachbarn und Vermietern Bierbaum (Kap. 2, 4) und v. a. Theo (Kap. 4, 5, 6, 7, 8) und seinen Kneipengästen, deren Plaudereien und Anekdoten über Menschschicksale und Alltagsweisheiten vom zunehmenden Alkoholkonsum belebt sind. Hier entdeckt er wieder die „Romantik des Banalen“.
Als Ruth aus den Ferien zurückkehrt, fahren sie gemeinsam zum Atelier in der Bebelstraße (Kap. 9). Dort begegnet Landolt Legan als seinem Spiegelbild, das zu ihm sagt. „Merci […] Ich war mir etwas abhanden gekommen“. Ruth beurteilt die neuen Entwürfe ihres Mannes als hoffnungsvoll und sie wollen dies in Theos Kneipe feiern.
Zitate
Unter Legans Notizen und überlieferten Aussprüchen findet Landolt Ansätze für seine eigene Lebensstrategie:
- Das Gleichnis von „Buridans Esel“, der zwischen zwei Bündeln Heu verhungert, wird als Entscheidungssituation interpretiert, in einem schlimmen Konflikt das höhere Gut zu wählen, das „was ihm vor allem teuer und wert ist“.[10]
- „Der Entschluss zum Selbstmord beruht immer auf einem Mangel an Phantasie“.[11]
- „Du musst den Mut zur Wiederholung lernen, das Lächeln deiner Überflüssigkeit und die Liebe zu dem, was kostbar vorbeigeht. Du hast nur ein Herz, fünf Dutzend Jahre, eine begrenzte Potenz und mittlere Chancen: dein privates Orplid,[12] dein Pfund und dein Kreuz. Hic Rhodus, hic salta.“[13]
- „Fahndung oder die Reise zu sich selbst Du hast damals, in der Jugend, eine Verabredung mit dir getroffen. Erinnerst du dich noch? Du hast dich verpasst. Trab‘ nur durch die Jahre! Du bist weit von dir abgekommen. Wer ist schneller, der Tod oder du? Darauf kommt es an. Es sei denn, du lerntest erneut zu glauben. Dann hättest du noch eine Ewigkeit vor dir. Ero ipse tecum [ich werde bei dir sein]“.[14]

## Biographische Bezüge
Wie der Autor ist Legan 1922 in, hinter dem fiktiven Konradstein gut erkennbar, Weilburg an der Lahn geboren und hat eine ähnliche Biographie: Gymnasium, Abitur, literaturwissenschaftliches Studium in Gießen, Freistellung vom Kriegsdienst wegen schwacher Gesundheit, abgebrochene Dissertation, psychisch labile Phase, mehrjährige Arbeit als Lehrer, freiberuflicher Schriftsteller, Italienreisen. Weitere Ähnlichkeiten mit den beiden Roman-Protagonisten können aus dem Essay von Schneider hergeleitet werden: „Die Vielseitigkeit im Genre – Valentin schrieb Romane, Erzählungen, Dramen, Gedichte, Kinderbücher, Hör- und Fernsehspiele – und die Menge seiner Produktionen kennzeichnen ihn in mancher Hinsicht als einen für den Literaturbetrieb nach 1945 typischen Autor: bewandert in mehreren Medien, als freier Schriftsteller nicht zuletzt auch finanziell angewiesen auf regelmäßige Produktion. Auf der anderen Seite war Valentin – wie Martin Gregor-Dellin in seinem Nachruf vermerkt hat – ein „wenig wahrgenommener Außenseiter“: »Valentin trat nirgendwo schrill hervor, er gehörte nicht zur Gruppe 47, er wurde durch Auszeichnungen, Preise und Akademiereden nicht gerade verwöhnt.« Die literarische Kritik registrierte sein Werk insgesamt eher verhalten.“

## Rezeption
Thomas Valentin war in den 1960er und 1970er Jahren ein erfolgreicher Autor v. a. von in viele Sprachen übersetzten zeitkritischen Romanen, die Probleme von Kindern und Jugendlichen thematisieren.
Sein zweiter Roman über die an Hermann Hesses Lebensproblematik orientierte Selbstfindung eines Schriftstellers wird vom Germanisten Ziolkowski mit Camus Der Fall, Frischs Stiller und Schnabels Der sechste Gesang verglichen: Valentin besitze „die Gabe, Wichtiges unaufwändig auszudrücken“. Der Rezensent der Kölnischen Rundschau beurteilt den Roman als „wichtiges Buch […] angefüllt mit Gestalten und Dialogen, die fest im Gedächtnis haften, eine Analyse, die nicht zerfasert, sondern zu Deutung und Klärung überleitet.“ Karl Silex urteilt in den „Bücherkommentaren“, das „anspruchsvolle Thema der Selbstbesinnung des Menschen“ sei „mit den modernen Mitteln des Romans selten zu einer so eindringlichen Darstellung gekommen.“